# Clytellus elongatus
Clytellus elongatus là một loài bọ cánh cứng trong họ Cerambycidae.